# Vitry-le-Croisé
Vitry-le-Croisé é uma comuna francesa na região administrativa de Grande Leste, no departamento de Aube. Estende-se por uma área de 32,72 km². Em 2010 a comuna tinha 232 habitantes (densidade: 7,1 hab./km²).